# Билингва (клуб)
Били́нгва — московское литературное кафе-клуб, существовавшее в Кривоколенном переулке с 2003 по 2013 год.

## История
Литературное кафе-клуб «Билингва» было открыто в Москве по адресу Кривоколенный переулок, 10, стр. 5 в 2003 году.
Завсегдатаями «Билингвы» была самая разнообразная публика, которую объединяла приверженность демократичному стилю общения и неприязнь или несклонность к «гламурному» времяпрепровождению. На первом этаже клуба размещались книжный магазин и кофейня, на втором — банкетный зал и концертная площадка. Интерьер был выполнен с нарочитой небрежностью: старые деревянные столики и стулья, барная стойка из кирпича.
На площадке клуба проводились концерты, литературные вечера, кинопоказы, выставки и научные конференции. После закрытия других московских клубов, изначально объединенных в одну сеть («ПирОГИ на Никольской», «Проект ОГИ»), «Билингва» оставалась одной из главных литературных площадок Москвы.
В июне 2005 года в клубе произошёл пожар, после которого заведение смогло продолжить работу. Пожару в «Билингве» поэт Всеволод Емелин посвятил стихотворение, заканчивающееся словами[значимость факта?]:
«И вот такое-то место
Сгорело в пятницу нахер»

## Закрытие клуба
Клуб закрылся в воскресенье, 14 июля 2013 года. На сайте «Билингвы» было опубликовано сообщение:

10 лет за нами. Мы менялись, не изменяя себе и оставаясь собой, мы были верны себе и Вам, мы учились на своих ошибках, мы в своих стенах взростили поколение, мы падали и вставали, мы сгорали и начинали всё заново, мы стали частью истории. Спасибо всем, кто был с нами.

В клубе также работал книжный магазин «КнигИ», владельцы которого — кураторская группа «Культурная инициатива», заведовавшая литературной программой «Билингвы», — заявляли, что к осени 2013 года магазин откроется на новом месте.

## Известные люди, выступавшие в клубе

### Писатели, поэты, литературные критики
- Михаил Айзенберг
- Максим Амелин
- Дмитрий Бак
- Евгений Бунимович
- Андрей Василевский
- Дмитрий Веденяпин
- Томас Венцлова
- Мария Галина
- Сергей Гандлевский
- Владимир Гандельсман
- Марианна Гейде
- Наталья Горбаневская
- Фаина Гримберг
- Дмитрий Данилов
- Борис Дубин
- Сергей Завьялов
- Дмитрий Кузьмин
- Григорий Кружков
- Анна Логвинова
- Вадим Месяц
- Денис Осокин
- Андрей Родионов
- Ирина Роднянская
- Лев Рубинштейн
- Всеволод Емелин

### Музыканты
- Дети Picasso
- Псой Короленко
- Александр Лаэртский
- Сергей Летов
- Захар Май
- Монгол Шуудан
- Приключения Электроников
- Сегодняночью
- Вилли Токарев

### Политики, общественные деятели
- Никита Белых
- Егор Гайдар
- Мария Гайдар
- Гарри Каспаров
- Николай Курьянович
- Эдуард Лимонов
- Алексей Навальный
- Валерия Новодворская
- Дмитрий Рогозин
- Ирина Хакамада
- Егор Холмогоров
- Виктор Шендерович
- Максим Марцинкевич

### Научные работники
- Александр Аузан
- Александр Асеев
- Сергей Гуриев
- Виктор Живов
- Андрей Зубов
- Олег Мудрак
- Александр Пятигорский
- Владимир Плунгян
- Джеффри Соммерс